# Court Simonne-Mathieu
Le court Simonne-Mathieu est un court de tennis du stade Roland-Garros, à Paris, en France. D'une capacité de 5 000 places, il s'agit du troisième plus grand court que compte l'enceinte sportive, après le court Philippe-Chatrier et le court Suzanne-Lenglen. Il est nommé en hommage à Simonne Mathieu, ancienne joueuse de tennis française, vainqueure des Internationaux de France en 1938 et 1939, et qui a créé et dirigé le Corps des Volontaires françaises pendant la Seconde Guerre mondiale.

## Description

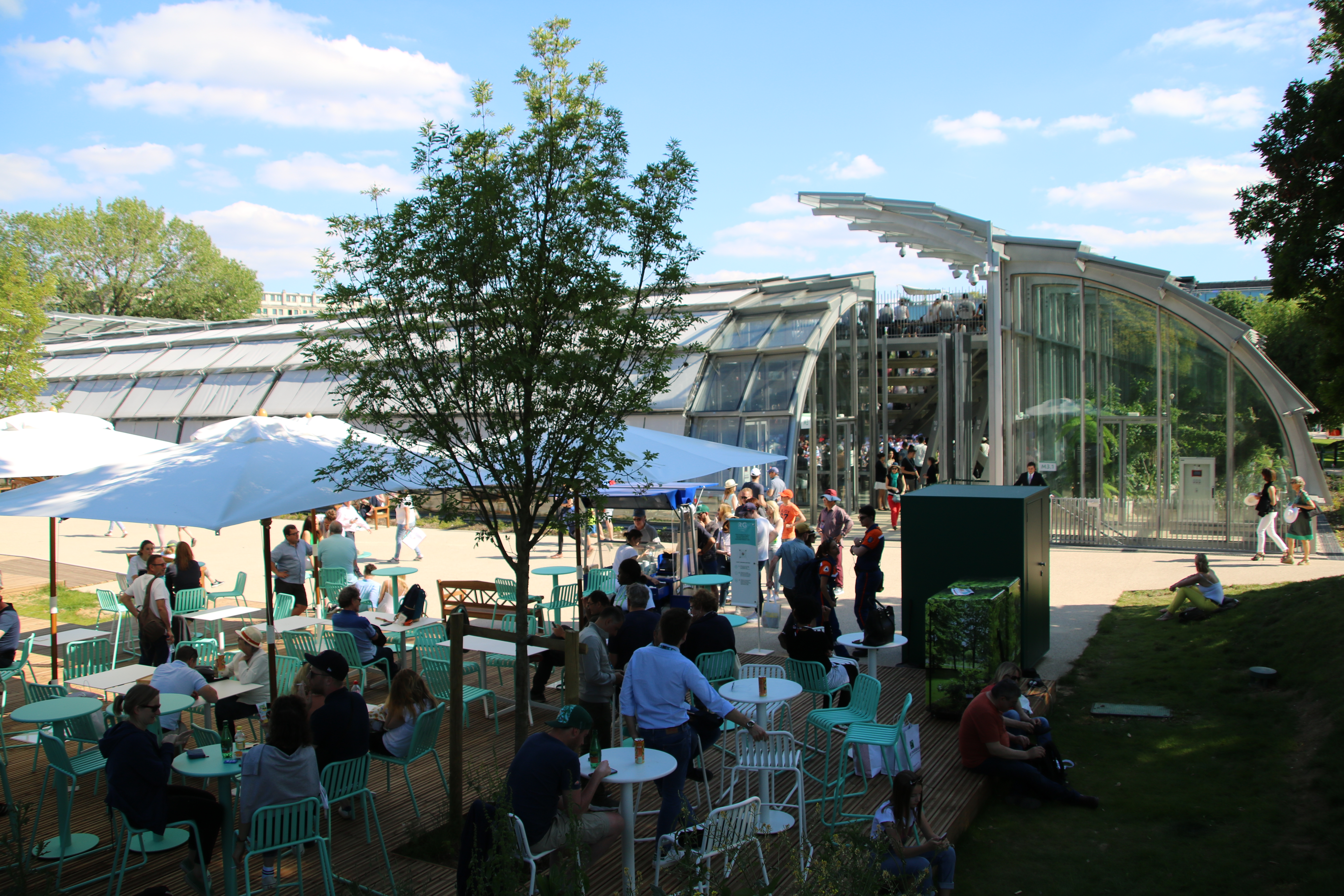
Vue extérieure du court en mai 2019.

Le court Simonne-Mathieu totalise une surface de 5 300 m2. Son architecture semi-enterrée vise à assurer une intégration harmonieuse au jardin des serres d'Auteuil. Le court est situé 4,15 mètres sous terre, alors que le bâtiment ne culmine qu'à 6 mètres et le haut de la casquette à 8 mètres.
Les quatre côtés du court sont entourés de deux niveaux de gradins, enchâssés entre quatre serres qui présentent des collections botaniques évoquant la flore des zones tropicales d’Amérique du Sud, d’Afrique, du Sud-Est asiatique et d’Australie. Plus de 1 000 plantes représentant plus de 500 espèces et variétés, sont accessibles au public (hors de la période du tournoi).

## Histoire
L'extension du stade Roland-Garros sur le jardin des serres d'Auteuil et la construction du court Simonne-Mathieu, initialement dénommé court des Serres, est proposé par la Fédération française de tennis en 2010. Il fait l'objet d'un vif débat. Le permis de construire est signé le 9 juin 2015 et les derniers recours sont rejetés en 2016.
Le court Simonne-Mathieu a été construit selon les plans de l'ingénieur et architecte français Marc Mimram pour un budget de 22 millions d'euros. Il est inauguré le dimanche 26 mai 2019, premier jour des Internationaux de France de tennis 2019, par Bernard Giudicelli, président de la Fédération française de tennis, en présence de Bruno Le Ray, Mary Pierce, Françoise Dürr et de Bertrand Mathieu, petit-fils de Simonne Mathieu,. Le premier match sur le court voit la victoire de l'Espagnole Garbine Muguruza face à l'Américaine Taylor Townsend.
Les serres tropicales ouvrent au public le 21 juin 2019.